# Оцудзі Канако
Канако Отсуджі (яп. 尾辻 かな子, Otsuji Kanako, нар. 16 грудня 1974, префектура Нара) — японська політична діячка з Конституційно-демократичної партії, ЛГБТ-активістка.
Навчалася в Університеті Коті і Університеті Досіся. З 2003 по 2007 роки входила до складу Асамблеї префектури Осака. З травня по липень 2013 року і з жовтня 2017 року — член Палати представників Японії.